# Montigny-Montfort
Montigny-Montfort ist eine französische Gemeinde mit 277 Einwohnern (Stand: 1. Januar 2022) im Département Côte-d’Or in der Region Bourgogne-Franche-Comté. Sie gehört zum Arrondissement Montbard und zum Kanton Montbard.

## Geografie
Zur Gemeindegemarkung gehören neben den Hauptsiedlungen auch die Weiler La Mine, La Côte, Le Clous, Les Pruniers, La Queuille, Combe-de-Nogent, Les Larceaux, Le Courte, Les Fâches, La Seigne, Le Puisard, Sous-Vies, Champ-Genies, Combe-au-Vau, La Couleuvrrée, Combe-Thierrée, En Crâ, La Fouchère, En Veurillereau, La Plaine, Montanot, Surgey, Grepian, Prémat, Combe-Sardin, La Taurasse, La Lentillère, Le Boudon, Combe-Plate, Charmoi, La Borde, La Roche-Edmée, La Comotte, La Queue-à-la-Vache, Lavey, Les Deserts, Combe-Igaroux, Beauvais, Le Bouchot, Sur le Four, Le Champ-de-Bonnet, Le Neura, Pré-de-Chêne, Grand-Champ, La Montagnotte, Champs-Grenond und Montagnotte-de-Montfort.
Nachbargemeinden sind Crépand im Nordwesten, Montbard im Norden, Nogent-lès-Montbard im Nordosten, Courcelles-lès-Montbard und Benoisey im Osten, Grignon im Südosten, Champ-d’Oiseau im Süden, Villaines-les-Prévôtes im Südwesten und Viserny, Senailly und Saint-Germain-lès-Senailly im Westen.

## Bevölkerungsentwicklung
| Jahr                       | 1962 | 1968 | 1975 | 1982 | 1990 | 1999 | 2008 | 2015 |
| -------------------------- | ---- | ---- | ---- | ---- | ---- | ---- | ---- | ---- |
| Einwohner                  | 286  | 289  | 309  | 328  | 318  | 290  | 288  | 305  |
| Quellen: Cassini und INSEE |      |      |      |      |      |      |      |      |

## Sehenswürdigkeiten
- Burgruine in Monfort, Monument historique seit 1925
- Kirche Saint-Martin in Montigny
- Kapelle Saint-Denis in Montfort
- Kapelle Saint-Jean in Villiers

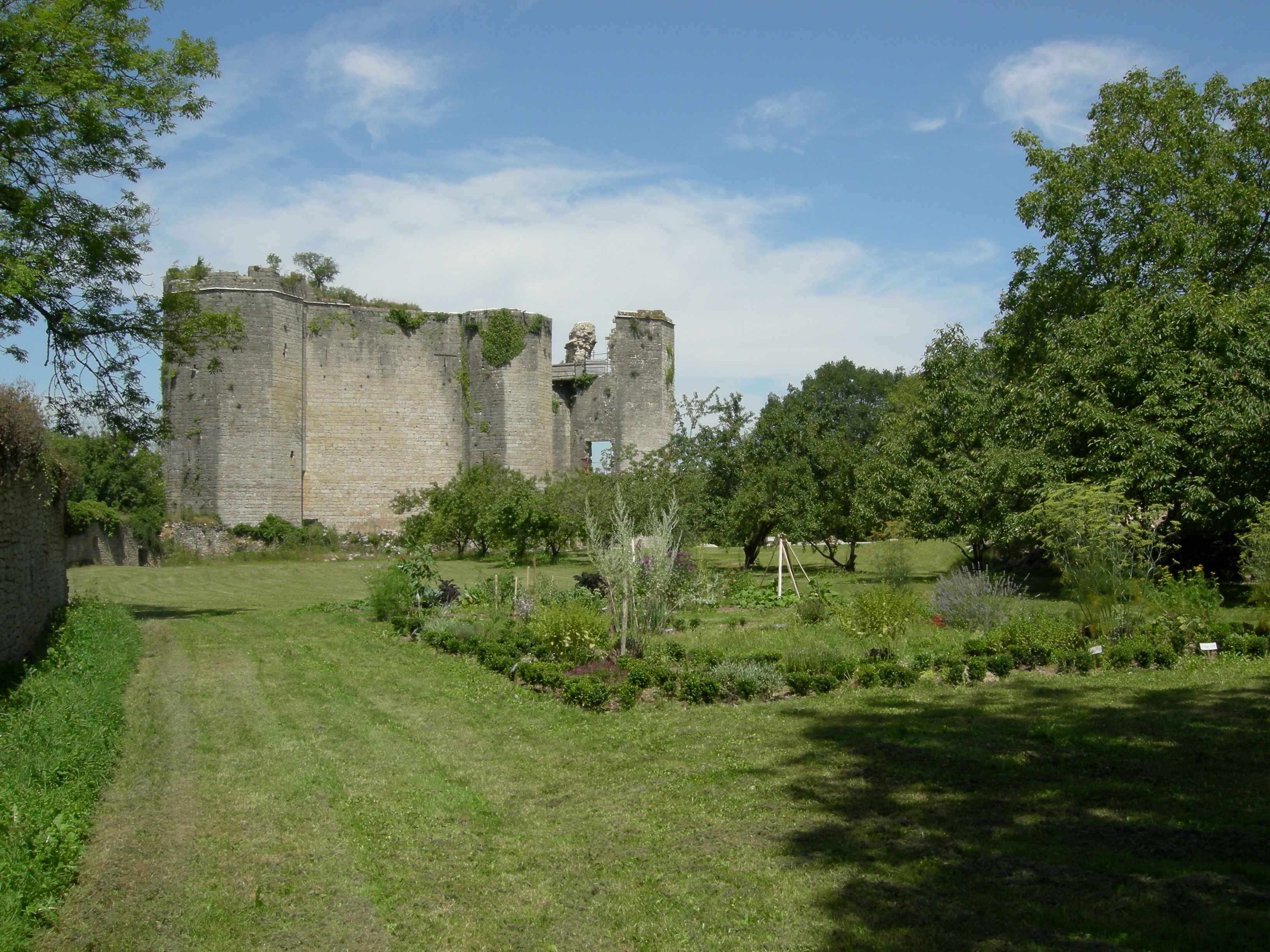
Burgruine
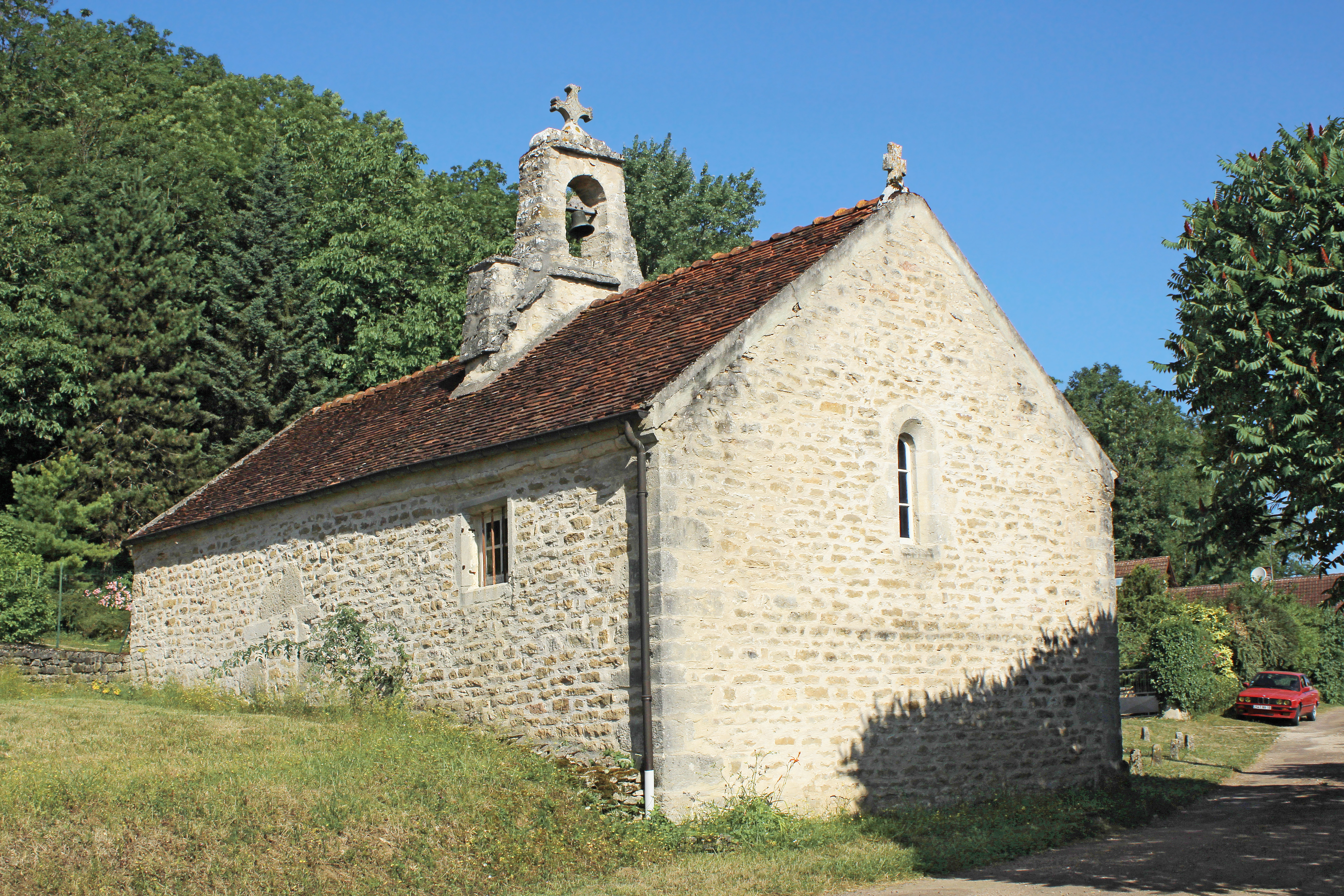
Kapelle Saint-Denis
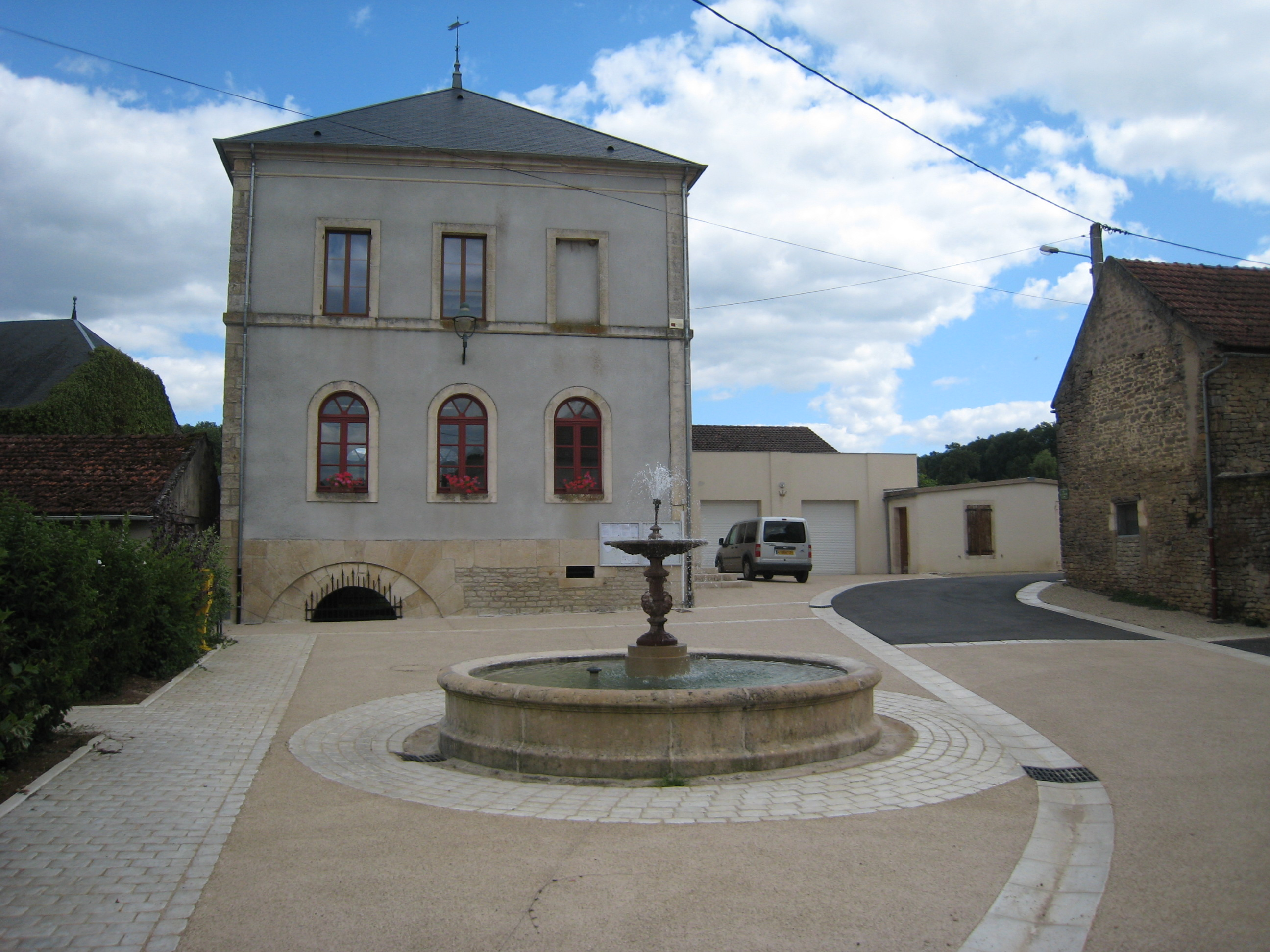
Mairie von Montigny-Montfort
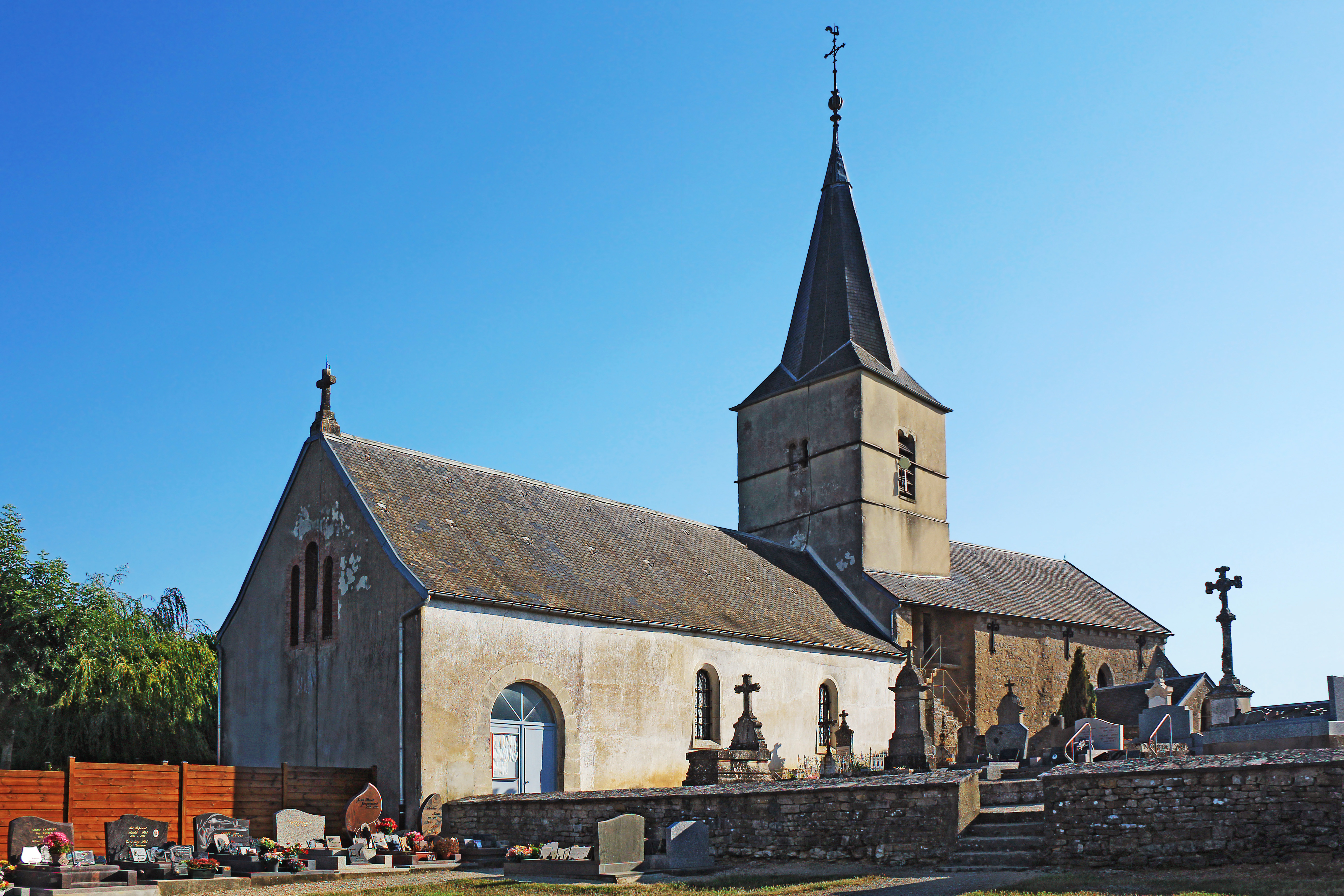
Kirche Saint-Martin

## Persönlichkeiten
- Friedrich Kasimir (1585–1645), Herzog von Pfalz-Landsberg, auf Burg Montfort in Montigny-Montfort gestorben
- Emilia Secunda Antwerpiana von Oranien-Nassau (1581–1657), Tochter des Fürsten Wilhelm I. von Oranien, lebte ab 1622 auf Burg Montfort